# Тимопоэтин
Тимопоэтин (англ. thymopoietin) — это ген человека и его белковый продукт, гормон, который синтезируется в клетках тимуса и принимает участие в контроле дифференцировки Т-лимфоцитов кластера дифференцировки CD90. Пре-мРНК гена тимопоэтина подвергается альтернативному сплайсингу, при этом образуются три различных мРНК, и соответственно, три формы белка—массой 75 кДа (альфа-форма), 51 кДа (бета-форма) и 39 кДа (гамма-форма), которые экспрессируются во всех клетках. Ген тимопоэтина человека локализован на двенадцатой хромосоме (участок 12q22) и состоит из восьми экзонов.
Альфа-форма белка представлена в ядре лимфоцитов, в то время как бета- и гамма-формы локализованы в ядерной мембране. Бета-форма белка является гомологом мышиного белка LAP2 (полипептид, связанный ламиной 2), который играет роль в регуляции ядерной архитектуры, связывая ламин В1 и хромосомы. Данное взаимодействие регулируется в ходе митоза путём фосфорилирования.